# Scooby Doo i drużyna gwiazd
Scooby Doo i drużyna gwiazd (ang. Scooby's All-Star Laff-A-Lympics) – amerykański serial animowany będący jakby olimpiadą różnych bohaterów seriali animowanych z roku tego samego co Scooby-Doo. Postacie będą się ścigać itd. Postacie z biorą udział m.in. z:
- Scooby Doo
- Wielkie Gwiazdy
- Dynomutt, pies na medal
- Kapitan Grotman i Aniołkolatki

Jeśli chcesz zobaczyć olimpiadę gwiazd: 
- Wielkie Gwiazdy

## Spis odcinków
| N/o            | Polski tytuł                                  | Angielski tytuł                      |
| -------------- | --------------------------------------------- | ------------------------------------ |
|                |                                               |                                      |
| SERIA PIERWSZA |                                               |                                      |
|                |                                               |                                      |
| 001            |                                               | Quebec and Baghdad                   |
|                |                                               |                                      |
| 002            | Szwajcarskie Trasy i Japońskie Zapasy         | The Swins Alps and Tokyo, Japan      |
|                |                                               |                                      |
| 003            | Acapulco Pełne Słońca i Anglia we Mgle Tonąca | Acapulco and England                 |
|                |                                               |                                      |
| 004            | Pustynie Sahary i Szkockie Puchary            | The Sahara Desert and Scotland       |
|                |                                               |                                      |
| 005            | Florydy morskie piaski i chińskie wynalazki   | Florida and China                    |
|                |                                               |                                      |
| 006            | Australijskie fale i francuskie rogale        | France and Australia                 |
|                |                                               |                                      |
| 007            | Greckie boginie i zabawa w Ozarks krainie     | Athens, Greece and the Ozarks        |
|                |                                               |                                      |
| 008            | Włoskie wakacje i amerykańskie wariacje       | Italy and Kitty Hawk, North Carolina |
|                |                                               |                                      |
| 009            | Egipskie wczasy i Sherwood lasy               | Egypt and Sherwood Forest            |
|                |                                               |                                      |
| 010            |                                               | Spain and the Himalayas              |
|                |                                               |                                      |
| 011            |                                               | India and Israel                     |
|                |                                               |                                      |
| 012            |                                               | Africa and San Francisco             |
|                |                                               |                                      |
| 013            |                                               | The Grand Canyon and Ireland         |
|                |                                               |                                      |
| 014            |                                               | Hawaii and Norway                    |
|                |                                               |                                      |
| 015            |                                               | North Pole and Tahiti                |
|                |                                               |                                      |
| 016            |                                               | Arizona and Holland                  |
|                |                                               |                                      |
| SERIA DRUGA    |                                               |                                      |
|                |                                               |                                      |
| 017            |                                               | Russia and the Carribean             |
|                |                                               |                                      |
| 018            |                                               | New York and Turkey                  |
|                |                                               |                                      |
| 019            |                                               | South American and Transylvania      |
|                |                                               |                                      |
| 020            |                                               | The French Riviera and New Zealand   |
|                |                                               |                                      |
| 021            |                                               | New Orleans and Atlantis             |
|                |                                               |                                      |
| 022            |                                               | Morocco and Washington, D.C.         |
|                |                                               |                                      |
| 023            |                                               | Canada and Warsaw, Poland            |
|                |                                               |                                      |
| 024            |                                               | Siam and the Moon                    |
|                |                                               |                                      |

## Drużyny
1. Yogi Yahooes

Kapitan: Miś Yogi

2. Scooby-Doobees

Kapitan: Scooby-Doo

3. Really Rotens (polski: Łotry z pod ciemnej gwiazdy)

Kapitan: Mamrot (Dawna nazwa Muttleya z Dastardly i Muttley)